# Liste der Bischöfe von Galloway
Die folgenden Personen waren Bischöfe von Galloway (Schottland):

## Bischöfe von Whithorn
- Heiliger Ninian, † 432?
- (?) Octa
- 681 Trumwine
- 731 Pehthelm, † 735
- 735 Frithwald, † 764
- 763 Pehtwine, † 776
- 777 Æthelbert (dann Bischof von Hexham)
- 791 Beadwulf, † 803
- 833 Heathored (letzter bekannter Angelsächsischer Bischof von Whithorn)

## Bischöfe von Whithorn-Galloway
- 1125/8–1151/4 Gilla-Aldan
- 1154–1186 Christian
- 1189–1209 John
- 1209–1235 Walter
- 1235–1253 Gilbert
- 1235 Odo Ydonc (Elekt)
- 1253–1293 Henry
- 1294–1319/24 Thomas of Dalton
- 1326–1354 Simon of Wedale
- 1355–1358 × 1359 Michael MacKenlagh
- 1358 × 1359–1362 × 1363 Thomas MacDowell (Elekt) 
  - David Douglas, † 1373
  - -1373 James Carron
- 1363–1378 Adam de Lanark OP
- um 1379 Oswald (Gegenbischof im Abendländischen Schisma)
- 1378 × 1379 Ingram de Ketenis (Elekt)
- 1379–1393 × 1394 Thomas de Rossy OFM
- ? Francis Ramsay, † 1402
- 1409–1412 × 1415 Elisaeus Adougan
- 1412 × 1415 Gilbert Caven (Elekt)
- 1415–1422 × 1422 Thomas de Buittle (Butil)
- 1422–1450 Alexander Vaus (vorher Bischof von Caithness)
- 1450–1457 Thomas Spence (dann Bischof von Aberdeen)
- 1457–1458 Thomas Vaus (dann Bischof von Aberdeen)
- 1458–1480 × 1482 Ninian de Spot
- 1482–1508 George Vaus
- 1508–1509 James Beaton (Elekt) (dann Erzbischof von Glasgow)
- 1509–1526 David Arnot OESA
- 1526–1541 Henry Wemyss
- 1541–1558 Andrew Durie OCist
- 1559–1560 Alexander Gordon

## Bischöfe derChurch of Scotlandnach der Reformation 1560
- 1560–1575 Alexander Gordon
- 1575–1586 John Gordon
- 1586–1588 George Gordon
- 1588–1605 Sedisvakanz
- 1605–1612 Gavin Hamilton
- 1612–1619 William Coupar
- 1619–1634 Andrew Lamb (vorher Bischof von Brechin)
- 1635–1638 Thomas Sydserf (danach Bischof von Orkney, † 1663)
- Von 1638 bis 1661 war das Bistum Galloway aufgelöst.
- 1661–1674 James Hamilton of Broomhill
- 1676–1679 John Paterson (danach Bischof von Edinburgh)
- 1679 Arthur Rose (vorher Bischof von Argyll, danach Erzbischof von Glasgow und St Andrews)
- 1680–1687 James Aitken (vorher Bischof von Moray)
- 1687–1688 John Gordon, † 1726

## Bischöfe derScottish Episcopal Church
- 1688–1697 John Gordon, † 1726
- Von 1697 bis 1731 wurde das Bistum Galloway durch den Bischof von Edinburgh verwaltet.
- 1731–1733 David Freebairn (dann Bischof von Edinburgh)
- Von 1633 bis 1837 wurde das Bistum Galloway durch den Bischof von Edinburgh verwaltet und anschließend mit diesen zur Diözese Glasgow and Galloway vereint.

## Römisch-katholische Bischöfe von Galloway
- 1878–1893 John McLachlan
- 1893–1914 William Turner
- 1914–1943 James William McCarthy
- 1943–1952 William Henry Mellon
- 1952–1981 Joseph Michael McGee
- 1981–2004 Maurice Taylor
- 2004–2014 John Cunningham
- 2014–2022 William Nolan (dann Erzbischof von Glasgow)
- seit 2023 Francis Dougan